# مرقئة غربية
مرقئة غربية (الاسم العلمي:Sanguisorba occidentalis) هي نوع من النباتات تتبع جنس المرقئة من الفصيلة الوردية.